# Новодугино
Новоду́гино — село в Смоленской области России, административный центр Новодугинского района.
Расположено в 170 км к северо-востоку от Смоленска и в 47 км к северу от Вязьмы. Через село проходит железнодорожная линия Вязьма — Ржев. В 3 км западнее села проходит автодорога Р132 «Золотое кольцо».

## История
Административно входило в состав Сычёвского уезда. Первое упоминание о нём появилось в документе от 3 декабря 1887 года. В 1887 году железная дорога была построена до полустанка, названного Дугино. Первое документальное упоминание полустанка относится к 3 декабря 1887 года.
В том же году был построен деревянный вокзал, деревянные путевые будки № 208 и № 212 и железнодорожная казарма — первые строения будущего посёлка. Летом 1888 года строительство железной дороги было закончено и по ней открыто движение. Разрасталось и поселение вокруг станции. Строились дома для работников станции, путевых мастеров, стрелочников, путевых обходчиков и других рабочих.
В 1887 году на железнодорожной станции Дугино было открыто новое почтовое отделение. Новую постройку под почтовое отделение предоставил Николай Алексеевич Хомяков, в то время губернский предводитель дворянства, в последующем председатель Государственной думы России, имевший имение в селе Липецы.
В конце 1890-х годов недалеко от станции князем Мещерским был построен кирпичный завод, что дало новые рабочие места для крестьян окрестных деревень. Производимая продукция завода — кирпич шёл на нужды развития станции и поселения. В начале 1904 года в поселении у станции Дугино было всего 5 дворов, две молочные лавки, трактир и почтовое отделение. Нынешнее название получило в 1904 г., в отличие от села Дугино, расположенного неподалёку.
Наступили годы становления Советской власти, которые оставили свой отпечаток и в названиях улиц посёлка. В 1929 году был образован район с районным центром Новодугино. В 1931 году улица Железнодорожная была переименована в улицу Моисеенко, в честь одного из первых русских рабочих-революционеров, уроженца Сычевского уезда, а ныне Новодугинского района. 25 сентября 1967 года в сквере у вокзала был открыт бронзовый бюст П. А. Моисеенко (скульптор В. Я. Меньшов). На бюсте надпись: «Моисеенко Пётр Анисимович — руководитель Морозовской стачки». Тридцатые годы XX века — наибольший рост населения посёлка, а в связи с этим мелко-промышленных предприятий, сети магазинов, жилых домов. К концу 1930-х годов в посёлке уже 10 улиц и одна площадь. К ранее имевшимся улицам добавились улицы Ворошилова, Кирова, Первомайская, Кооперативная, Стаханова и Чкалова.
В 1929 году облик посёлка Новодугино изменился неузнаваемо. Были построены административные здания, учреждения здравоохранения и культуры, жилые дома.
Вскоре началась Великая Отечественная война. Как и все города Смоленщины, пострадал от войны и посёлок Новодугино. 10 марта 1943 года районный центр был освобождён. Вот что сообщалось в сводке Совинформбюро: «Южнее и юго-западнее Сычевки наши войска, развивая наступление, заняли свыше 20 населённых пунктов. Наши части овладели районным центром и железнодорожной станцией Новодугино. Захвачены трофеи, в том числе 10 танков, 4 орудия и склад боеприпасов». После освобождения в посёлке насчитывалось 897 домов и 2521 житель. Война нашла отражение в названиях улиц посёлка. Улица 10-е Марта — в честь дня освобождения Новодугина. В последующем появились улицы в честь 30 лет Победы и 50 лет Победы, улица Матросова.
В годы Великой Отечественной войны, в период оккупации Новодугино было почти полностью стёрто с лица земли. 7643 новодугинца ушли на защиту родной земли, из них свыше 5 тысяч не вернулось в свои дома. За героизм, проявленный на фронтах войны, 11 уроженцев Новодугинского района были удостоены звания Героя Советского Союза и позднее ещё 2, двое стали кавалерами трёх орденов Славы.
После освобождения в 1943 году от немецких войск в Новодугино был восстановлен вокзал, на месте пепелищ и пожарищ строились жилые дома, больницы, школа, Дом культуры и торговые предприятия.
С Новодугинской землёй связаны такие великие и достойные имена, как историк Н. И. Кареев, писатель, поэт А. С. Хомяков, поэт Б. Н. Алмазов, художники О. Г. Верейский и П. Н. Ионов, партизанка 1812 года В. Кожина, Докучаев В. В. и другие.
Административно-территориальные перекройки 1930-х и 1960—1970-х годов в полной мере коснулись Новодугинского района. 1 февраля 1963 года Новодугинский район был упразднён. Только спустя девять лет, 3 апреля 1972 года, он был восстановлен и включал в себя бывший Днепровский район. 8 октября 1974 года районный центр Новодугино был отнесён к категории рабочих посёлков (в земельном законодательстве используется термин «посёлок городского типа»).
В 1995 году было построено новое здание районного краеведческого музея, появился многоканальный ретранслятор, позволявший новодугинцам смотреть программы местного телевидения. В этом же году у посёлка появился герб, составителем которого стал А. С. Полищук, действительный член Всероссийского геральдического общества. В 1991 г. открыт первый в России памятник испанским добровольцам, погибшим около с. Григорьевское.
Осенью 2003 г. в селе был торжественно открыт газопровод, на церемонии открытия присутствовал губернатор области.

## Население
| 1939 | 1959  | 1979  | 1989  | 2002  | 2010  | 2021  |
| ---- | ----- | ----- | ----- | ----- | ----- | ----- |
| 1654 | ↗2991 | ↗3838 | ↗4153 | ↘3999 | ↘3839 | ↘3254 |

## Экономика
Типография и молокозавод (в настоящее время оба предприятия закрыты).

## Достопримечательности
- Историко—краеведческий музей Докучаева В. В.
- бюст члена «Северного союза русских рабочих» (1878), организатора Морозовской стачки (1885 г.) П. А. Моисеенко ;
- братская могила воинов Советской Армии, погибших в боях с немецко-фашистскими захватчиками;
- братская могила 16 жителей села, расстрелянных и сожжённых гитлеровцами 9 марта 1943 г.

## Фотогалерея

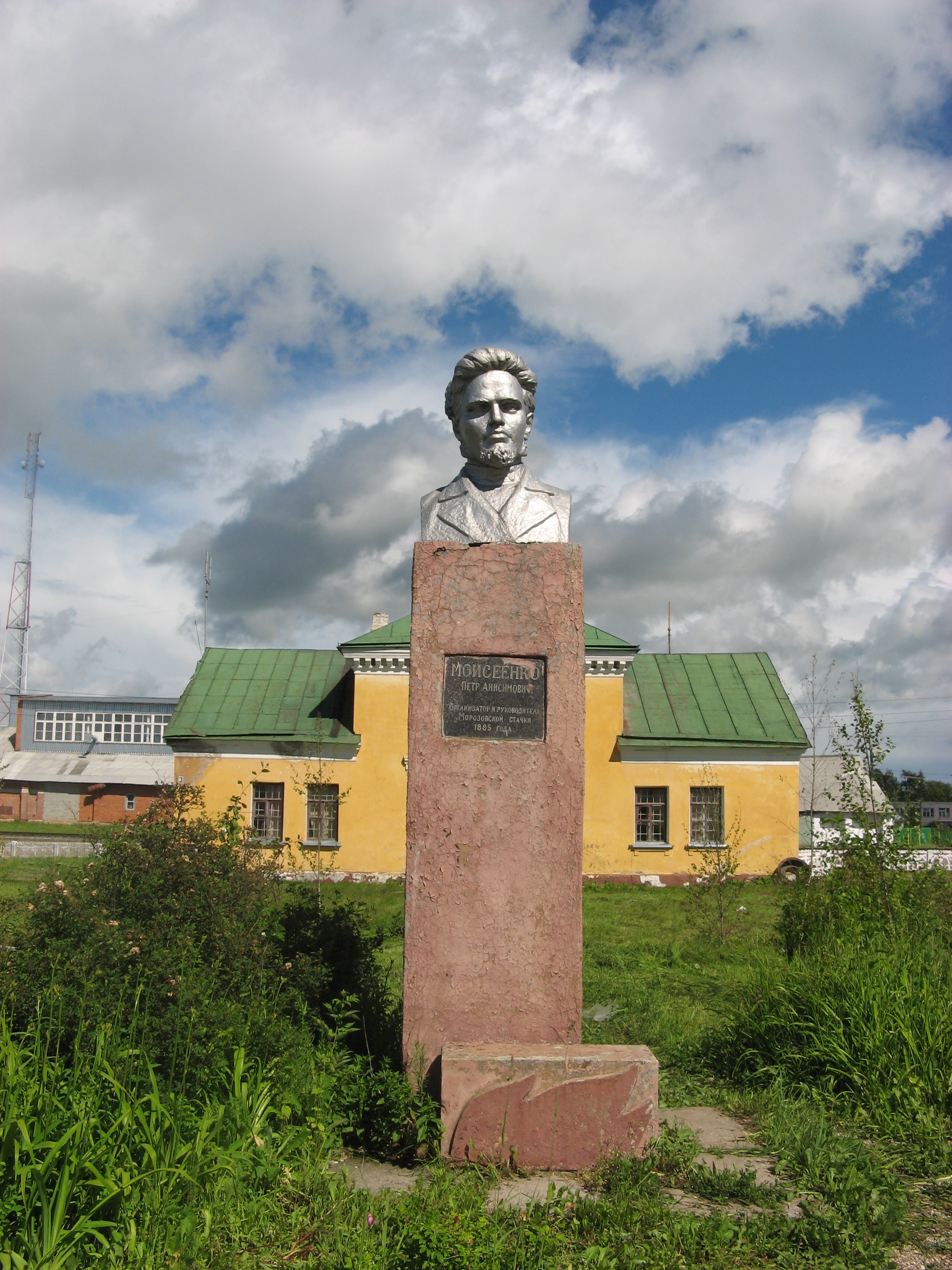
Бюст организатора Морозовской стачки Петра Моисеенко
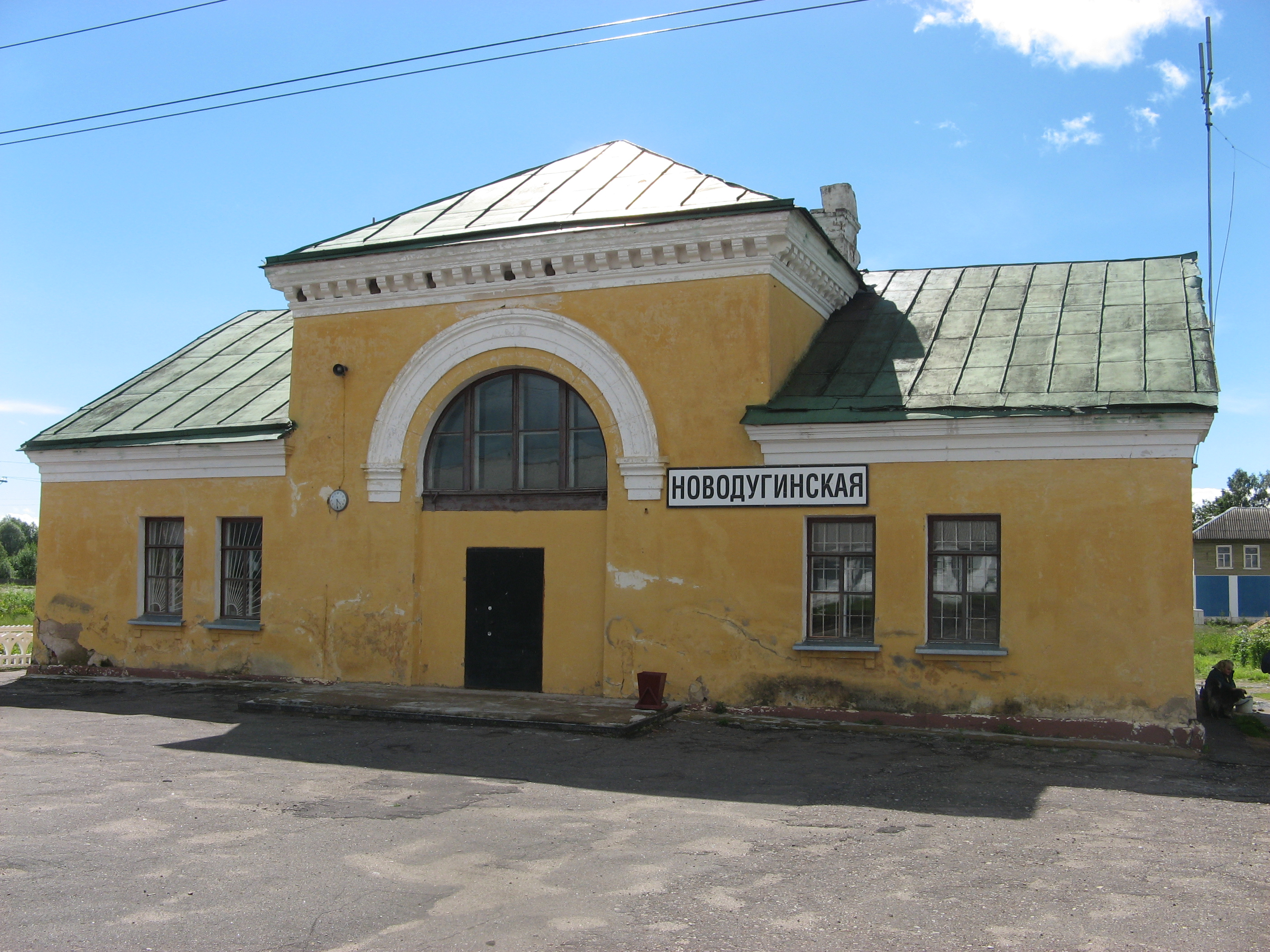
Железнодорожный вокзал
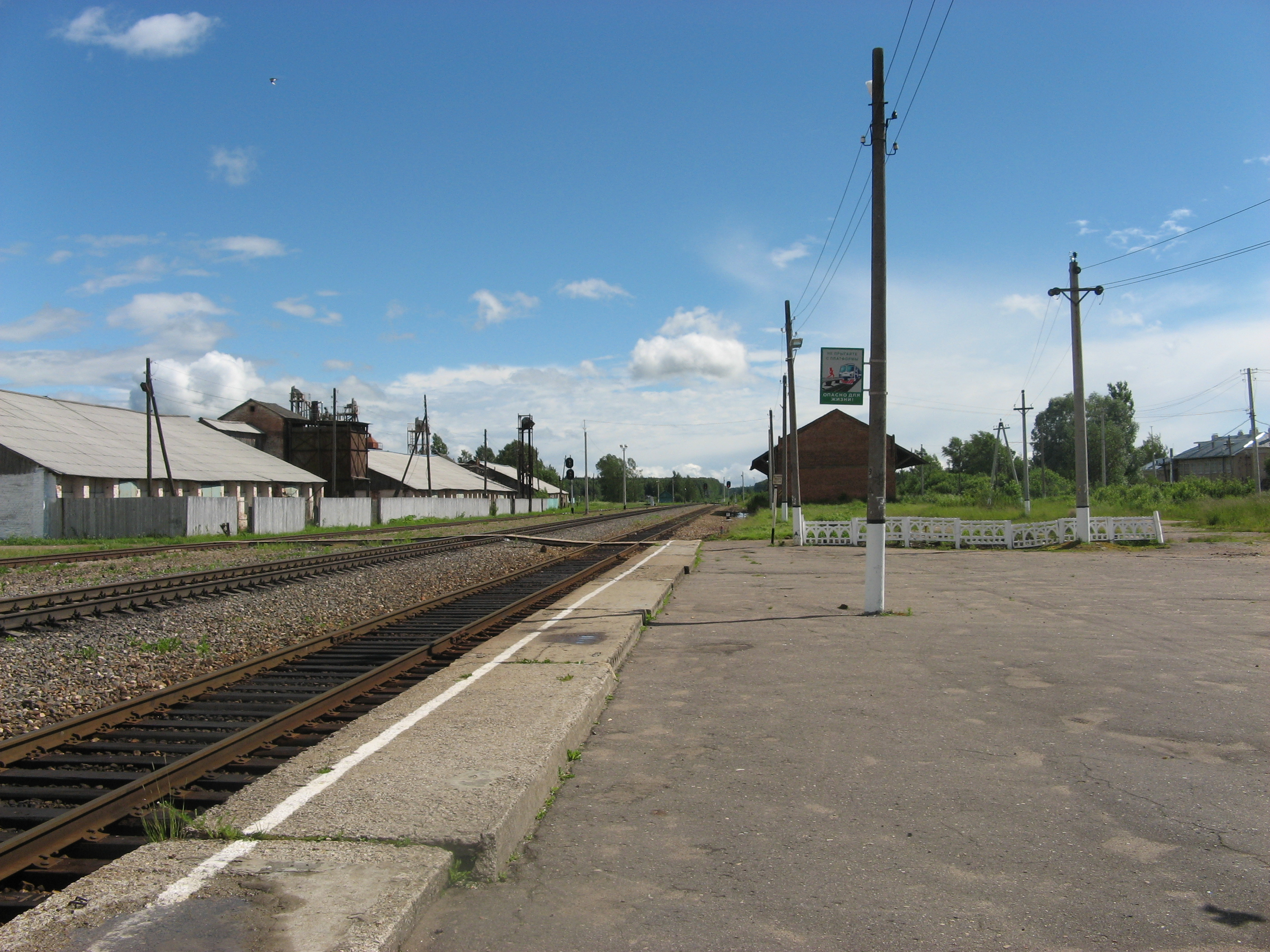
Станция Новодугинская
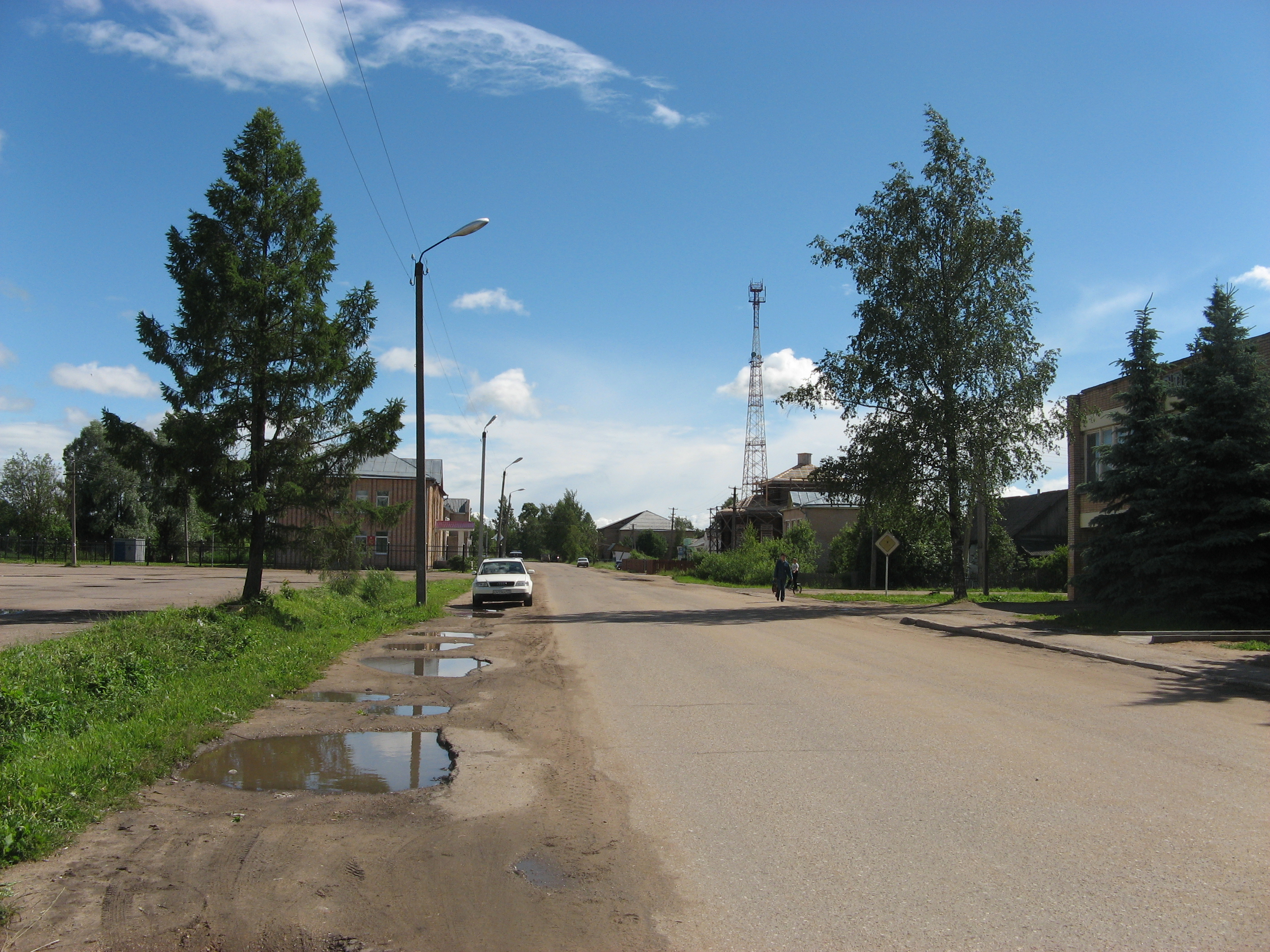
Улица в Новодугино